# Montval-sur-Loir
Montval-sur-Loir – gmina we Francji, w regionie Kraj Loary, w departamencie Sarthe. W 2013 roku liczba ludności wynosiła 6638 mieszkańców. 
Gmina została utworzona 1 października 2016 roku z połączenia trzech ówczesnych gmin: Château-du-Loir, Montabon oraz Vouvray-sur-Loir. Siedzibą gminy została miejscowość Château-du-Loir.